# Nye County Courthouse
La Nye County Courthouse est un palais de justice américain situé à Tonopah, au Nevada. Elle est inscrite au Registre national des lieux historiques depuis le 20 mai 1982.